# Andrius Giedraitis
Andrius Giedraitis (ur. 23 lipca 1973 w Mariampolu) – litewski koszykarz grający na pozycji rzucającego obrońcy lub niskiego skrzydłowego. 
Należał do reprezentacji Litwy, z którą zdobył brązowy medal na igrzyskach olimpijskich w Sydney w 2000 roku. Karierę koszykarską rozpoczął w 1994 w zespole Sakalai Wilno, w którym występował do 1998. W sezonach 1996/97 i 1997/98 był najlepszym strzelcem ligi litewskiej, a w latach 1997, 1998 i 2000 został wybrany jej MVP. 
Później grał także w drużynach Lietuvos Rytas Wilno, Telindus Oostende, EnBW Ludwigsburg, Dinamo Moskwa Region i Grupo Capitol Valladolid. Dwukrotnie, w sezonach 2002/03 i 2007/08 występował w Polskiej Lidze Koszykówki w barwach Śląska Wrocław, z którym w obu przypadkach zdobywał brązowe medale. W sezonie 2002/03 grał także w Eurolidze.

## Osiągnięcia
Na podstawie, o ile nie zaznaczono inaczej.
Drużynowe
- Mistrz:
  - Belgii (2002)
  - Litwy (2000)
  - II ligi litewskiej LKAL (1994)
- Wicemistrz:
  - Północnoeuropejskiej Liga Koszykówki – NEBL (2000)
  - Litwy (2001, 2004)
- Brązowy medalista mistrzostw:
  - Polski (2003, 2008)
  - Litwy (1999)
- Zdobywca Superpucharu Belgii (2001)
- Finalista Pucharu Polski (2008)

Indywidualne
- MVP ligi:
  - północnoeuropejskiej (2000)
  - litewskiej (1997)
- Lider ligi litewskiej LKL[3]:
  - średniej punktów (24,6 – 1997, 21,9 – 1998)
  - w skuteczności rzutów:
    - za 3 punkty (56,3% – 1995, 56,4% – 1999)
    - wolnych (90,6% – 1998, 89,9% – 2000)

Reprezentacja
- Brązowy medalista igrzysk olimpijskich (2000)

## Odznaczenia
- Krzyż Komandorski Orderu Wielkiego Księcia Giedymina – 2001[4]